# Klaus Fischer (Indologe)
Klaus Fischer (* 20. November 1919 in Zittau; † 25. März 1993 in Bonn) war ein deutscher Kunsthistoriker und Indologe.

## Leben und beruflicher Werdegang
Klaus Fischer studierte Kunstgeschichte, Klassische Archäologie und Vorgeschichte an der Universität Heidelberg, 1948 wurde er  mit einer Arbeit unter dem Titel Thomas Rössler, ein deutscher Spätbarockmeister in Cholmland zu einem Thema der osteuropäische Architektur des Barock zum Doktor der Philosophie promoviert.
Forschungsreisen in den folgenden Jahren führten in die Länder Südasiens, sowie nach Iran, in den Irak und die Sowjetunion. 1953–1954 konnte er mit einem Stipendium des Deutschen Akademischen Austauschdienstes für die Universität Calcutta ausgedehnte Reisen durch Indien unternehmen. Mit weiteren Stipendien anderer Institutionen bereiste er, zusammen mit seiner Frau Christa-M. Friederike Fischer 1959 bis 1962 Pakistan und betrieb als Stipendiat der Universität Kabul archäologische Feldforschung an vorislamischen und islamischen Bauruinen in Afghanistan. Fischer war an der Ausgrabung von Surkh Kotal im Hindukusch durch Daniel Schlumberger beteiligt. Schwerpunkt seiner Arbeit in Afghanistan bildete die archäologische Landesbeschreibung in der südwestlichen Grenzregion zur iranischen Provinz Sistan.
Im Jahr 1966 folgte die Habilitation für Indische Kunstgeschichte an der Philosophischen Fakultät der Universität Bonn mit einer Arbeit über Decken und Gewölbe sasanidischer und frühislamischer Bauten in Nordafghanistan. Dort war er zunächst als Universitätsdozent tätig, ab 1970 als Wissenschaftlicher Rat und Professor und schließlich als Professor am Seminar für Orientalische Kunstgeschichte, und lehrte bis 1985 dort indische, iranische und islamische Archäologie und Kunstgeschichte.
Klaus Fischer war ab 1957 mit der Diplom-Bibliothekarin Christa-Maria Fischer, geborene Mrasek, verheiratet, hatte einen Sohn (Daniel) und lebte in Königswinter.

## Wirkung

### Grabungen in Sistan
Archäologische Gelegenheitsgrabungen begannen in Afghanistan Anfang des 19. Jahrhunderts durch Reisende und Offiziere der britisch-indischen Armee. Zahlreiche neue Funde kamen Ende des Jahrhunderts durch Mitglieder britischer Kommissionen ans Tageslicht, die den Grenzverlauf gegenüber Russland und Persien festlegen sollten. Wissenschaftliche Grabungen erfolgten erstmals 1922 durch Franzosen, deren Schwerpunkt anfangs auf der buddhistischen Kunst von Gandhara lag, nach dem Zweiten Weltkrieg auch durch Engländer (Mortimer Wheeler).
Deutsche Erkundungen erfolgten ab 1955. Ein Foto zeigt Klaus Fischer in diesem Jahr in Kunduz zu Pferd auf einer Exkursion. In den Jahren 1959 und 1961 und 1966–1974 unternahm Fischer erstmals systematische Grabungen an zahlreichen, vorwiegend islamischen Stätten in Sistan. Von dort schrieb er, es gäbe in dem einst blühenden Land mehr Ruinenstätten und Siedlungen als in ähnlichen Landschaften sonst wo auf der Welt.
In Arbeiten zur gräko-buddhistischen Kunst und Architektur der Gandhara-Region hob er, wie zuvor Aurel Stein, die Abhängigkeit vom Hellenismus und die Unterschiede zur indisch-buddhistischen Kunst hervor. In Gandhara wurden mehr Buddha-Skulpturen gefunden als im Ursprungsgebiet dieser Religion, dem zentralen Nordindien.
An Ausgrabungsstätten wie Bost nahe dem heutigen Laschkar Gah in der Helmand-Provinz im Süden Afghanistans konnte Fischer Ruinen aus altiranischer, buddhistischer und islamischer Zeit untersuchen.

### Grundlegendes zur indischen Kunst
In einigen Überblicksdarstellungen stellte Fischer allgemeine Merkmale der indischen Kunst und indischen Architektur dar. Zu diesen Werken zählen Caves and Temples of the Jains (1956) und die gemeinsam mit seiner Frau verfasste Indische Baukunst islamischer Zeit (1976).
In den Schöpfungen indischer Kunst (1959) deutete er die Entwicklung des indischen Freibautempels aus dem einfachsten Grundriss der quadratischen Cella, indem er religiöses Bedürfnis, symbolischen Gehalt der Bauform und die handwerklichen Mittel im Zusammenhang beschrieb. Im Vergleich der Kulturen zeigte er die gemeinsamen Formen und zugleich den verschiedenartigen künstlerischen Ausdruck: diente im Westen die Natur als Vorbild, so musste in Indien ein (variationsreiches) Idealbild nach unveränderlichen, niedergeschriebenen Gesetzen geschaffen werden.
Zusammen mit den beiden Architekten Michael Jansen und Jan Pieper, deren Promotion an der RWTH Aachen Fischer betreute, entstand 1987 der Band Architektur des indischen Subkontinents. Ein weiterer Doktorand von Fischer ist Volker Thewalt, der Anfang der 1970er Jahre bei Ausgrabungen in Sistan beteiligt war und Koautor ist von Nimruz. Geländebegehungen in Sistan (1974–1976).

## Schriften

### Selbständige Werke
- Thomas Rössler, ein deutscher Spätbarockmeister in Cholmland. Philosophische Dissertation Universität Heidelberg 1948.
- Caves and temples of the Jains. World Jain Mission, Aliganj 1956.
- Schöpfungen indischer Kunst. Von den frühesten Bauten und Bildern bis zum mittelalterlichen Tempel. Köln 1959; 2. Auflage 1961.
- Dächer, Decken und Gewölbe indischer Kultstätten und Nutzbauten. Franz Steiner, Wiesbaden 1974.
- Erotik und Askese in Kult und Kunst der Inder (= Du-Mont Taschenbuch. Band 81). Du Mont, Köln 1979.
- mit Erich Boehringer, Hermann Goetz: 5000 Jahre Kunst aus Indien. Mai–Sept. 1959 Essen Villa Hügel. Essen 1959 (deutsch und englisch).
- als Hrsg. mit Dietrich Morgenstern und Volker Thewalt (Hrsg.): Geländebegehungen in Sistan 1955–1973 und die Aufnahme von Dewal-Khodaydad 1970. Habelt, Bonn 1974, ISBN 3-7749-1262-9.
- als Hrsg. mit Dietrich Morgenstern und Volker Thewalt: Nimruz. Archäologische Landesaufnahme im Südwesten Afghanistans. 2 Bände. Rudolf Habelt Verlag, Bonn 1974–1976.
- mit Christa-M. Friederike Fischer: Indische Baukunst islamischer Zeit. Holle-Kunst, Baden-Baden 1976, ISBN 3-87355-145-4.
- mit Michael Jansen und Jan Pieper: Architektur des indischen Subkontinents. Wissenschaftliche Buchgesellschaft, Darmstadt 1987, ISBN 3-534-01593-2.

### Beiträge in Sammelbänden
- Kusana, Centri e Correnti. In: Enciclopedia Universale dell' Arte. Venezia e Roma VIII 1958
- Industal-Kultur. In: Klaus Fischer, Ernst Diez: Indische Kunst. (Ullstein-Kunstgeschichte Bd. 19). Ullstein, Frankfurt 1964
- Civilisation de l'Indus. In: Histoire Universelle de'l Art, vol. V. Zürich, Paris 1967
- Denkmäler vorgeschichtlicher und geschichtlicher Zeit. In: Willi Kraus (Hrsg.): Afghanistan. Natur, Geschichte, Staat, Gesellschaft und Wirtschaft. Erdmann, Tübingen 1972. S. 138–151
- Bengal Brick Temples. Thoughts on Near Eastern and Medieval Hindu Traditions During the Indo-Islamic Period. In: Pramod Chandra (Hrsg.): Studies in Indian Temple Architecture. American Institute of Indian Studies, New Delhi 1975
- Land der Kulturbegegnungen. In: M. Usman Malik, Annemarie Schimmel (Hrsg.): Pakistan. Das Land und seine Menschen. Geschichte, Kultur, Staat und Wirtschaft. Tübingen 1976
- Darstellungen vom Tode auf einigen buddhistischen Kunstwerken. In: H.-J. Klimleit (Hrsg.): Tod und Jenseits im Glauben der Völker. Wiesbaden 1978
- Aspekte indischer Bildhauerei und Malerei. In: Niels Gutschow, Jan Pieper: Indien. Du-Mont Kunstreiseführer, Köln 1978, S. 185–209
- From the Mongols to the Mughals. In: F. R. Allchin, N. Hammond (Hrsg.): The Archaeology of Afghanistan from the Earliest Times to the Timurid Period. London 1978, S. 356–414
- ebd.: From the Rise of Islam to the Mongol Invasion. S. 301–355
- Hidden Symbolism in Stupa-Railing Reliefs. Coincidentia Oppositorum of Mara and Kama. In: A. L. Dallapiccola (Hrsg.): The Stupa. Its Religions, Historical and Architectural Significance. Steiner Verlag, Wiesbaden 1980, S. 90–99
- Auftraggeber, Bildhauer und Verehrende von mithuna-Gruppen in der mittelmeerländisch-indischen Mischkunst. In: A. J. Gail (Hrsg.): Künstler und Werkstatt in den orientalischen Gesellschaften. Graz 1982
- Archaeological Fieldwork in Afghan Sistan and Current Research on Eastern Iranian Architecture. In: G. Urban, M. Jansen (Hrsg.): Dokumentation in der Archäologie. Techniken, Methoden, Analysen. Aachen 1983, S. 81–89
- Überlieferungen volkstümlicher und herrschaftlicher Bauformen in Sistan. In: Ethnologie und Geschichte. Festschrift für Karl Jettmar. Wiesbaden 1983, S. 135–146
- Eine Reitergruppe in Vorderansicht aus Swat nach dem Vorbild von Quadriga-Darstellungen. In: Memorial Volume in Honour of Giuseppe Tucci. Rom 1984
- How were love scenes on Gandharan Stupas understood by contemporary worshippers? In: J. Schotsmans, M. Taddei (Hrsg.): South Asian Archaeology. 1983. Naples 1985, S. 629–639
- Altindische und indo-islamische flache Steinbalken- und Steinplatten-Decken. In: Geschichte des Konstruierens. Kolloquium am Institut für Leichte Flächentragwerke, veranst. von Frei Otto. Bd. 2. Stuttgart 1986
- Icons of Heracles and Alexander in the Eastern Part of the latter's Empire. In: G. Pollet (Hrsg.): India and the ancient world. Leuven 1987, S. 59–65

### Artikel in Zeitschriften
- Orissan Art in the Evolution of Postmediaeval Indian Culture. In: Orissa Historical Research Journal 3, No. 1. 1954, S. 27
- Firozabad on the Bhima and its Environs. Islamic Culture, Hyderabad, Deccan 29, 4. 1955
- Some Illuminated Persian Manuscripts in the Saidiyah Library. In: Islamic Culture 30. 1956, S. 36–39
- Siva-Buddha-Herakles-Stein von Saozma Kala. In: Archäologischer Anzeiger 1957, S. 416–436
- Gandharas sculpture from Kunduz and environs. In: Artibus Asiae Bd. 21, 1958, S. 231–251
- Kandahar in Arachosien. In: Wissenschaftliche Zeitschrift der Martin-Luther-Universität Halle Wittenberg Bd. 7, Nr. 6. Halle 1958, S. 1151–1164
- Zur Lage von Kandahar an Landverbindungen zwischen Iran und Indien. In: Bonner Jahrbücher 167, 1967, S. 129–232
- Zu erzählenden Gandhara-Reliefs. Mit einem Exkurs über den Hengst Kathaka. In: Allgemeine und vergleichende Archäologie. Beiträge, Bd. 2. (BAVA 2). 1980, S. 229–295
- Die Kunst der chinesischen Pferdedarstellung. In: Freizeit im Sattel. Heft 9, 1981
- Central Asian Horsemanship in the Light of Recently Discovered Sculptures. In: Afghanistan 35, Nr. 3. 1982
- The transportation of the Buddhas relics by riders in frontal view on a relief from Swat. In: International Conference on Karakorum Culture, Gilgit. 1983
- A relief from Swat. The Transportation of the Buddha's relics by riders in frontal view. In: Journal of Central Asia Bd. 8, Nr. 1, 1985, S. 123–128
- Why has a Gandharan sculptor depicted the Nagaradevata semi-nude in the Abhiniskramana scene? In: Investigating Indian Art. Veröffentlichung des Museums für Indische Kunst Berlin, 8. Berlin 1987, S. 61–65